# Wilhelm Heinichen
Wilhelm Heinichen (* 16. April 1856; † 18. Dezember 1911 in Hannover) war ein deutscher Verwaltungsjurist, zuletzt Präsident des Landeskonsistoriums in Hannover.

## Leben
Heinichen war ein Sohn des Obergerichtsvizepräsidenten Heinichen. Er wurde nach Absolvierung des rechtswissenschaftlichen Studiums 1882 Gerichtsassessor an den Amtsgerichten Peine, Stade und Alfeld (Leine) sowie am Landgericht Hannover und bei der dortigen Staatsanwaltschaft. Am 1. Januar 1884 wurde er Amtsrichter in Neuhaus (Oste), 1886 am Amtsgericht in Soltau. Nach dem Übertritt zur allgemeinen Verwaltung wurde er am 1. Juli 1889 Landrat des Kreises Soltau, 1901 Landrat in Göttingen. Im April 1903 wechselte er als Präsident an die Spitze des Konsistoriums in Hannover. Mit dem 1. Januar 1911 wurde er als Nachfolger von Franz Chalybaeus Präsident des Landeskonsistoriums. Ab 5. Januar 1911 war er auch Kurator des Klosters Loccum. Heinichen starb nach nicht ganz einjähriger Amtszeit im Dezember 1911 in Hannover.